# Armée de terre/Saison 2016
Dieser Artikel listet Erfolge und Fahrer des Radsportteams Armée de terre in der Saison 2016 auf.

## Erfolge in der UCI Europe Tour
In der Saison 2016 gelangen dem Team nachstehende Erfolge in der UCI Europe Tour.
| Datum     | Rennen                           | Kat. | Fahrer           |
| --------- | -------------------------------- | ---- | ---------------- |
| 25. März  | 4. Etappe Tour de Normandie      | 2.2  | Benoit Sinner    |
| 30. April | 6. Etappe Tour de Bretagne       | 2.2  | Thomas Rostollan |
| 15. Mai   | 4. Etappe Rhône-Alpes Isère Tour | 2.2  | Yannis Yssaad    |

## Abgänge – Zugänge
| Zugänge           | Team 2015            | Abgänge           | Team 2016                    |
| ----------------- | -------------------- | ----------------- | ---------------------------- |
| Clément Penven    | Marseille 13 KTM     | David Cherbonnet  | UC Nantes Atlantique         |
| Stéphane Poulhiès | Occitane CF          | Romain Combaud    | Delko Marseille Provence KTM |
| Thomas Rostollan  | AVC Aix-en-Provence  | Quentin Pacher    | Delko Marseille Provence KTM |
| Yannis Yssaad     | Sojasun espoir-ACNC  | Julien Gonnet     | Sablé Sarthe                 |
| Thibault Ferasse  | UC Nantes Atlantique | Étienne Tortelier | Unbekannt                    |

## Mannschaft
| Teamkader 2016                            | Teamkader 2016     | Teamkader 2016 | Teamkader 2016                      |
| Name                                      | Geburtsdatum       | Land           | Vorheriges Team                     |
| ----------------------------------------- | ------------------ | -------------- | ----------------------------------- |
| Bryan Alaphilippe                         | 17. August 1995    | Frankreich     | Guidon Chalettois (2014)            |
| Bruno Armirail                            | 11. April 1994     | Frankreich     |                                     |
| Yoann Barbas                              | 24. Oktober 1988   | Frankreich     | Chambéry CF (2011)                  |
| Alexis Bodiot                             | 3. Mai 1988        | Frankreich     | CC Nogent-sur-Oise (2010)           |
| Fabien Canal                              | 4. April 1989      | Frankreich     | US Giromagny VTT (2013)             |
| Julien Duval                              | 27. Mai 1990       | Frankreich     | Roubaix Lille Métropole (2014)      |
| Thibault Ferasse                          | 12. September 1994 | Frankreich     | UC Nantes Atlantique (2015)         |
| Yann Guyot                                | 26. Februar 1986   | Frankreich     | Sojasun espoir-ACNC (2010)          |
| Romain Le Roux                            | 3. Juli 1992       | Frankreich     | BIC 2000 (2012)                     |
| Kévin Lebreton                            | 30. Oktober 1993   | Frankreich     | UC Cholet 49 (2013)                 |
| Jordan Levasseur                          | 29. Mai 1995       | Frankreich     | USSA Pavilly Barentin Junior (2013) |
| Jérôme Mainard                            | 25. August 1986    | Frankreich     | CR4C Roanne (2014)                  |
| Clément Penven                            | 27. Januar 1989    | Frankreich     | Marseille 13 KTM (2015)             |
| Stéphane Poulhiès                         | 26. Juni 1985      | Frankreich     | Occitane CF (2015)                  |
| Jimmy Raibaud                             | 13. November 1991  | Frankreich     | CR4C Roanne (2014)                  |
| Thomas Rostollan                          | 18. März 1986      | Frankreich     | AVC Aix-en-Provence (2015)          |
| Benoît Sinner                             | 7. August 1984     | Frankreich     | Bonnat 91 (2010)                    |
| Benjamin Thomas                           | 12. September 1995 | Frankreich     | Bourges EC 18 (2014)                |
| Yannis Yssaad                             | 25. Juni 1993      | Frankreich     | Sojasun espoir-ACNC (2015)          |
|                                           |                    |                |                                     |
| Quellen: ProCyclingStats Cycling Archives |                    |                |                                     |